# Jarsy
Jarsy is een gemeente in het Franse departement Savoie (regio Auvergne-Rhône-Alpes) en telt 265 inwoners (2016). De plaats maakt deel uit van het arrondissement Chambéry.

## Geografie
De oppervlakte van Jarsy bedraagt 34,4 km², de bevolkingsdichtheid is 7,2 inwoners per km².
De onderstaande kaart toont de ligging van Jarsy met de belangrijkste infrastructuur en aangrenzende gemeenten.

## Demografie
Onderstaande figuur toont het verloop van het inwonertal (bron: INSEE-tellingen).